# Dalva de Oliveira
Vicentina de Paula Oliveira, conocida como Dalva de Oliveira (Río Claro, 5 de mayo de 1917 - Río de Janeiro, 30 de agosto de 1972) fue una cantante brasileña y una de las "divas" de la Era de la Radio. Sus mayores éxitos incluyen Segredo (1947), Tudo acabado (1950), Ave Maria (1950), y Teus olhos verdes (1961). Además, grabó frecuentemente con su hijo Pery Ribeiro, de su matrimonio con el compositor Herivelto Martins. Murió víctima de una hemorragia interna, probablemente causada por el cáncer.
Según la revista Rolling Stone, Dalva de Oliveira fue considerada la 32da mayor voz de la música brasilera de todos los tiempos.

## Biografía
Dalva nació el 5 de mayo de 1917 en Río Claro, São Paulo, Brasil. Fue hija de un carpintero, Mário de Paula Oliveira conocido como Mário Carioca, y de la portuguesa Alice do Espírito Santo Oliveira. Su padre además de ser carpintero también era un músico semiprofesional tocando el clarinete y el saxofón con un grupo llamado Os Oito Batutas. Su padre murió cuando Dalva tenía apenas ocho años de edad, y, como resultado, Dalva y sus tres hermanas fueron colocadas en un orfanato, donde Dalva permaneció durante tres años. En el orfanato, Dalva aprendió a tocar el piano y el órgano, así como el canto coral. Dalva dejó el orfanato debido a una enfermedad, y fue a vivir con su madre en la ciudad de São Paulo.
En 1933, siendo todavía una adolescente, Dalva comenzó a trabajar como cantante, viajando (junto con su madre) con un grupo dirigido por Antônio Zovetti. A partir de entonces, Dalva pasó un año como cantante habitual en Rádio Mineira en el estado de Minas Gerais. Con la esperanza de lograr el éxito en una etapa más grande, Dalva y su madre se mudaron a Río de Janeiro. Al principio, Dalva tenía que trabajar en una fábrica, mientras que su madre trabajaba como mujer de limpieza.
En 1935, en el Cine Pátria, Dalva conoció a Herivelto Martins quien formaba al lado de Francisco Sena la popular Dupla Preto e Branco. En 1936, Dalva y Herivelto se casaron. Los tres renombraron al grupo como Trio de Ouro, el cual se mantuvo hasta 1948. En 1936, sin embargo, fue contratada por Rádio Mayrink Veiga, la emisora más poderosa de Río de Janeiro en ese momento.
En 1936, Dalva y Herivelto se casaron. Y al año siguiente, alquilaron una casa y comenzaron una vida conyugal formalizada en 1937 en el calendario, que se celebra en la Iglesia católica y se celebra en un ritual en la playa de Umbanda. La unión produjo dos hijos, los cantantes Peri Oliveira Martins (Pery Ribeiro) y Ubiratan Oliveira Martins. La unión duró hasta 1947, cuando las constantes peleas y traiciones por Herivelto pusieron fin al matrimonio. Las falsas acusaciones que difamaban a la moral Dalva fueron publicadas por Herivelto, con la ayuda del periodista David Nasser, en el Diário da Noite hicieron que el consejo tutelar enviaran a Pery y a Ubiratan a un internado, alegando que la madre no tenía una buena conducta moral para educar a los hijos, que la llevaron a la desesperación y la depresión. Los niños sólo podían visitar a sus padres en los días festivos y fines de semana, y ser capaces de salir de allí sin duda a los dieciocho años. Dalva luchó por la custodia y sufrió mucho por ello. En 1949 Dalva y Herivelto oficiaron su separación, en un divorcio. La separación y el divorcio de la pareja fueron prolongados, amargos y públicos. Su disputa y sus acusaciones mutuas se presentaron no sólo en la cobertura de prensa, sino en las letras de las canciones grabadas por cada uno de ellos. Cuando dejó a Herivelto, una parte del público vio a Dalva como una mujer caída; otra parte, como rebelde y heroína. Dalva fue citada diciendo: "Lo tenía todo: una casa, marido, hijos, carrera, y dejé esa seguridad para ganar mi libertad, para recuperarme como mujer". La autora Maria Hupfer escribió de ella: "Dalva se convirtió en el ídolo de las prostitutas, amantes y homosexuales, y fue excoriada por las amas de casa y los hombres de la familia".
En 1952, después de consagrarse de nuevo en el mundo de la música y ganar el título de Reina de la Radio, Dalva de Oliveira decide irse de gira por Argentina, para conocer el país y cantar en Buenos Aires. En ese momento conoce a Tito Climent, quien se convierte en primer lugar en su amigo, a continuación en su mánager, y más después en su segundo marido, cuando Dalva se traslada a Buenos Aires, yendo a vivir a la casa de Tito, antes de que la unión sea oficial. Dalva no quería tener hijos debido a su carrera, que tomó su tiempo, pero siempre quiso una niña. Por esta razón, adoptó una niña en un orfanato de Buenos Aires, a quien llamó Dalva Lúcia Oliveira Climent. Dalva y Tito, después de dos años viviendo juntos, se casaron oficialmente en una oficina de registro en Argentina, y vivieron juntos durante algunos años. Al principio, el matrimonio fue feliz y estable, y criaron a su hija con mucho amor y dedicación. Después de más de cuatro años de matrimonio, la pareja vivió peleando, debido también a la carrera Dalva, quien vivía viajando, y sus hijos a quienes constantemente visitaba en Brasil. Dalva era una mujer sencilla y querida por todos, haciendo amigos con facilidad, pero Tito quería una mujer fina y llena de refinamiento, siempre dispuesta a satisfacer a todos en el salto. Esta gran diferencia de temperamentos terminó el matrimonio a principios de los años 1960. Dalva viaja a Brasil con su hija, pero ese mismo año, Tito solicita a la justicia la custodia de la niña, y Dalva regresa a Buenos Aires, donde entra en acción contra su marido. Para mantener el proceso hasta el final, Dalva deja su carrera en Brasil y se va a vivir con su hija en Buenos Aires hasta la promulgación de la decisión del juez. Dalva y Tito van a luchar mucho por la custodia de la niña con peleas verbales, pero Tito terminó utilizando las mismas pruebas usadas por Herivelto: Las noticia falsas en los periódicos acerca de la moral suelta de la cantante. Muy triste e infeliz, perdió la custodia de su hija y regresó Brasil, dando pedido al divorcio.

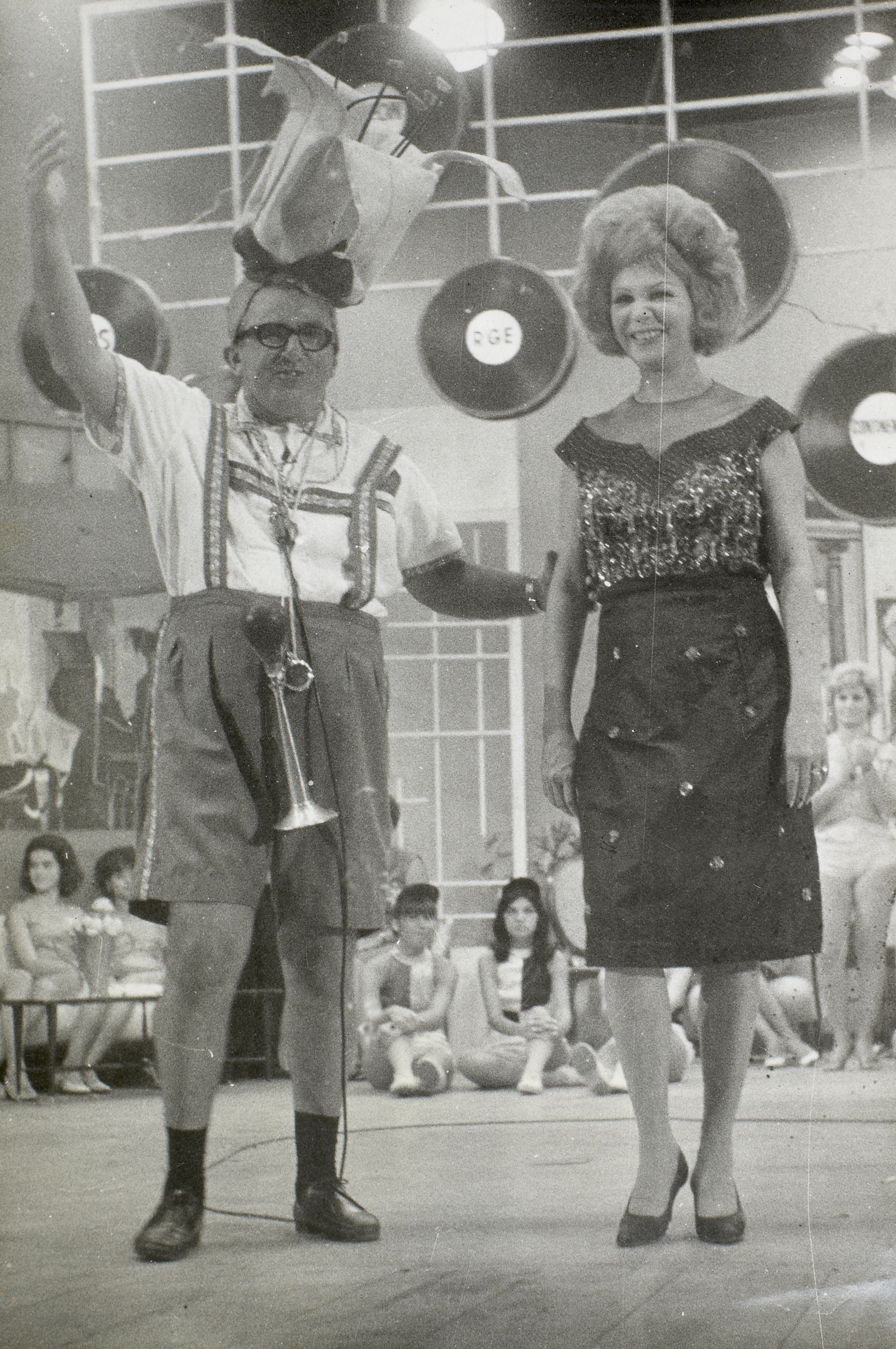
Dalva de Oliveira en la Discoteca do Chacrinha, 1965.

Reanuda su carrera, logrando más éxito que nunca. En 1963, después de unos años separados, la separación oficial es finalmente concedida por el juez, ya que el matrimonio entre extranjeros, en ese momento, se produjo un retraso para tramitar el divorcio. Dalva de Oliveira regresa a Buenos Aires para firmar los papeles y se divorcia de Tito, volviendo poco después a Brasil. Sus pequeños momentos de felicidad se produjeron cuando sus tres hijos la visitaban en las vacaciones escolares de enero. Fueron a visitar a su madre en Río de Janeiro, y pasaron un mes con Dalva, en su mansión. La cantante canceló todos los conciertos del mes para estar con sus hijos. Su deseo era vivir con los tres, siempre juntos, un sueño que nunca pudo lograr. Los años pasaban. Dalva vivía sola en su mansión, y se había acostumbrado a la soledad. Había tenido algunos novios, como cantantes y actores, pero eran relaciones sin compromiso, que por lo generalduraban una noche o unos meses, pues no quería aferrarse a cualquiera, pues no pretendía casarse otra vez, solamente vivía su vida con los hombres que la frecuentaron. También tuvo tiempo para mantener una relación porque viajó alrededor del mundo en giras musicales. Estaba concentrada en su carrera y logrando más éxito que nunca, cuando sin querer conoce a Manuel Nuno Carpinteiro, un hombre veinte años menor que ella, por lo que se enamoraron perdidamente, con quien volvió a descubrir el amor. Se casaron, y este sería su último marido. Al asumir el amor, fue blanco de prejuicios, por la gran diferencia de edad, pero Dalva no oyó a los otros, y escuchó la voz de su corazón, siguiendo los pasos de la felicidad. Con pocos meses de amor, se fueron a vivir juntos, y allí Dalva reencontró la alegría de vivir.
El 18 de agosto de 1965 Dalva y su último esposo, Manuel Nuno Carpinteiro, en la época que era su novio, sufrieron un grave accidente, él manejaba el vehículo, cuando salían de un concierto más de la cantante, donde habían bebido mucho, cuando Manuel perdió el control, sufrieron un accidente automovilístico en la ciudad de Río de Janeiro, que no causó heridas a la pareja, pero resultó con la muerte por atropellamiento de cuatro personas. Manuel fue detenido, y asumió que estaba realmente manejando el coche. Dalva se desesperó con la situación de su amado, y toda la prensa informó el hecho, perjudicando su carrera. No le importaron las críticas, Dalva lo visitaba en la prisión, lo que fue un escándalo en la sociedad, pues en esa época, una mujer que visitaba a los presos era considerada una prostituta. Dalva contrató a un abogado para él, y después de meses, fue absuelto de la acusación, teniendo que revertir la condena por prestación de servicios a las comunidades carentes. A fines de los años 1960, después de que todos los procesos terminaron, Dalva y Manuel se casaron oficialmente en un registro, con una gran fiesta en la mansión de Dalva.

## Carrera
De voz afinada y bella, considerada la reina de la voz o la ruiseñora brasilera, su extensión vocal iba del contralto al soprano.
En 1937 grabó junto con la Dupla Preto e Branco, el batuque Itaquari y la marcha Ceci e Peri, ambas de Príncipe Pretinho. El disco fue un éxito, dando varias presentaciones en radios. Fue César Ladeira en su programa en Rádio Mayrink Veiga, quien anunció por primera vez al Trío de Ouro. En 1949 dejó al trío, cuando viajaban por Venezuela con la compañía de Dercy Gonçalves. En 1950 retomó su samba-cançao Ave Maria (Vicente Paiva y Jaime Redondo), siendo los dos últimos los grandes éxitos de la cantante. Al año siguiente fue elegida la Reina de la Radio y viajó a Argentina, presentándose en la radio El Mundo de Buenos Aires, donde conoció a Tito Climent, quien se convirtió en su mánager y después en su esposo, padre de su hija, como se mencionó anteriormente. También en 1951, filmó Maria da praia, dirigida por Paulo Wanderley; y Milagre de amor dirigida por Moacir Fenelon.

## Muerte
Tres días antes de su muerte, Dalva presintió su muerte y, por primera vez en su larga agonía durante casi tres meses, luchando por su vida, habló de la muerte. Ella tenía un mensaje para su mejor amiga, la cantora Dora Lopes, quien la acompañó en el hospital: «¡Quiero ser vestida y maquillada, como la gente se acostumbró a verme. Todo el mundo se detendrá para ver a través de mí!». Murió el 31 de agosto de 1972, víctima de una hemorragia interna causada por el cáncer de esófago. La cantante tuvo su apogeo artístico en los años 1930, 1940 y 1950. Su cuerpo está enterrado en el Cemitério Jardim da Saudade en la ciudad de Río de Janeiro.

### Más informaciones
Dalva realizó más de 400 grabaciones y su voz se encuentra en varios coros de los discos de Carmen Miranda, Orlando Silva, Francisco Alves, Mário Reis entre otros.
En la primera versión de la película Blancanieves y los siete enanitos producida por Disney en 1938, Dalva de Oliveira dobló los diálogos del personaje de Blanca Nieves. Las canciones fueron interpretadas por la actriz de doblaje Maria Clara Tati Jacome.
En 1974 fue homenajeada por la escuela de samba Acadêmicos de Santa Cruz con la trama O Rouxinol da Canção Brasileira. En 1976 la Escola de Samba Turunas do Riachuelo (4º escola de samba do Brasil - Juiz de Fora - Minas Gerais) fue tricampeona del carnaval de la ciudad con la trama Estrela Dalva, que fue homenajeada de manera no biográfica, siendo la samba antológica en la ciudad.
En 1987 la Escuela de Samba Imperatriz Leopoldinense llevó a Sapucaí la trama Estrela Dalva, siendo el último trabajo del carnavalesco Arlindo Rodrigues.
Marília Pêra interpretó a la cantante en el musical A ESTRELA DALVA en 1987 en el Teatro João Caetano.
En el 2002 el dramaturgo minero Pedro Paulo Cava produjo y dirigió el espectáculo teatral Estrela Dalva cuyo éxito se tradujo en el elenco de 16 actores viajar por varias capitales brasileñas y ciudades en el interior de Minas Gerais, después de casi dos años en cartel en la capital minera. Dalva fue interpretada por Rose Brant; Herivelto Martins por Léo Mendonza y Nilo Chagas por Diógenes Carvalho. El espectáculo se basó en el libro de Renato Borghi y João Elísio Fonseca que fue adaptado por Pedro Paulo Cava. En el elenco también estaban Diorcélio Antônio, Freddy Mozart, Rui Magalhães, Márcia Moreira, Leonardo Scarpelli, Felipe Vasconcelos, Libéria Neves, Jai Baptista, Ivana Fernandes, Patrícia Rodrigues, Meibe Rodrigues, Fabrizio Teixeira y Bianca Xavier. La producción ejecutiva fue de Cássia Cyrino y Luciana Tognolli. Todo el elenco se sometió a meses de preparación vocal y corporal que daba vida y emoción siempre la ovación de pie por parte del público que llenó las sesiones.
La vida de Dalva de Oliveira fue presentada en enero del 2010 en la miniserie Dalva e Herivelto: uma Canção de Amor, producida por la Rede Globo. La actriz Adriana Esteves interpretou Dalva, en cuanto el actor Fábio Assunção interpretó a Herivelto Martins. Su vida fue ficcionalizada en varios detalles además de ser omitida la existencia de su hija Dalva Lúcia, quien estuvo presente en el hospital cuando su madre cayó en coma, además de su otra hermana Margaret. Tito Climenti, su segundo marido también fue omitido y en lugar de éste, fue creado el personaje de Rick Valdez, así como Nuno, su último marido, aparece con el nombre de Dorival.
En la ciudad de Río Claro, hay una plaza en su honor con el nombre de Dalva de Oliveira.
Cantoras do Rádio, documental del 2009 dirigido por Gil Baroni retrata la "Era de Ouro" de la radio brasilera.

## Discografía
| - A Voz Sentimental do Brasil (1953) - Dalva de Oliveira, Roberto Inglês e sua orquestra (1955) - Os Tangos Mais Famosos na Voz de Dalva de Oliveira (1957) - Dalva (1958) - Em Tudo Você (1960) - Tangos (1961) - Dalva de Oliveira (1961) - O Encantamento do Bolero (1962) - Tangos - Volume II (1963) - Rancho da Praça Onze (1965) - La romantica Dalva de Oliveira (Argentina) (1966) - A Cantora do Brasil (1967) - É Tempo de Amar (1968) - Bandeira Branca (1970) | - Grossas Nuvens de Amor (1972) - O Amor É O Ridículo da Vida (1973) - Dalva em Recital no Teatro Senac (1973) - Dalva de Oliveira Especial, Vol. 1 (1982) - Dalva de Oliveira - Série Os Ídolos do Rádio vol. V (1987) - Trio de Ouro (1993) - Saudade… (1994) - Meus Momentos (1994) - Dalva de Oliveira (1995) - A Rainha da Voz (1997) - Dalva de Oliveira e Roberto Inglez e sua Orquestra (2000) - Bis - Dalva de Oliveira (2000) - Canta Dalva (2006) |

## Filmografía seleccionada
- Blancanieves y los siete enanitos (1937) — Blancanieves (doblaje brasileño) (1938)
- Pinocho (1940) — Hada madrina (doblaje brasileño)
- Berlim na Batucada (1944)
- Diversión y fantasía (1947) — Harpa cantora (doblaje brasileño)

## Éxitos
- Brasil, Aldo Cabral y Benedito Lacerda (con Francisco Alves) (1939)
- Pedro, Antônio e João, Benedito Lacerda y Oswaldo Santiago (con Regional de Benedito Lacerda y Herivelto Martins) (1939)
- Noites de junho, Alberto Ribeiro y João de Barro (1939)
- Valsa da despedida (Auld lang syne), Robert Burns, versión de Alberto Ribeiro y João de Barro (con Francisco Alves) (1941)
- Segredo, Herivelto Martins y Marino Pinto (1947)
- Errei, sim, Ataulfo Alves (1950)
- Que será?, Marino Pinto y Mário Rossi (1950)
- Sertão de Jequié, Armando Cavalcanti y Klécius Caldas (1950)
- Tudo acabado, J. Piedade y Osvaldo Martins (1950)
- Ave Maria, Jaime Redondo y Vicente Paiva (con Osvaldo Borba y Sua Orquestra) (1951)
- Palhaço, Osvaldo Martins, Washington y Nelson Cavaquinho (1951)
- Zum-zum, Fernando Lobo y Paulo Soledade (1951)
- Estrela-do-mar, Marino Pinto y Paulo Soledade (1952)
- Fim de comédia, Ataulfo Alves (1952)
- Kalu, Humberto Teixeira (1952)
- Confesión, Luis César Amadori y Enrique Santos Discépolo, versión de Lourival Faissal (1956)
- Lencinho querido (El pañuelito), Juan de Dios Filiberto, Gabino Coria Peñaloza, versión de Maugéri Neto (1956)
- Neste mesmo lugar, Armando Cavalcanti y Klécius Caldas (1956)
- Há um Deus (con Tom Jobim en piano), Lupicínio Rodrigues (1957)
- Minha mãe, música de Lindolfo Gaya sobre el poema de Casimiro de Abreu (1959)
- Rancho da Praça XI, Chico Anysio y João Roberto Kelly (1965)
- Máscara negra, Pereira Matos y Zé Kéti (1967)
- Bandeira branca, Laércio Alves y Max Nunes (1970)